# Liste des conseillers régionaux du Puy-de-Dôme
Les conseillers régionaux du Puy-de-Dôme sont élus dans le cadre des élections régionales pour siéger au conseil régional d'Auvergne-Rhône-Alpes.

## Mandature 2021-2028
Le Puy-de-Dôme compte 20 conseillers régionaux au niveau du département sur les 204 élus du conseil régional d'Auvergne-Rhône-Alpes.
| Groupe politique                                              | Nom                     | Parti | Parti |
| ------------------------------------------------------------- | ----------------------- | ----- | ----- |
| Les Républicains, divers-droite, société civile et apparentés | Frédéric Bonnichon      |       | LR    |
| Les Républicains, divers-droite, société civile et apparentés | Yannick Bony            |       | LR    |
| Les Républicains, divers-droite, société civile et apparentés | Jean-Pierre Brenas      |       | LR    |
| Les Républicains, divers-droite, société civile et apparentés | Élisabeth Brussat       |       | LR    |
| Les Républicains, divers-droite, société civile et apparentés | Marie-France Dabert     |       | LMR   |
| Les Républicains, divers-droite, société civile et apparentés | Léa Desprat             |       | DVD   |
| Les Républicains, divers-droite, société civile et apparentés | Florence Dubessy        |       | LR    |
| Les Républicains, divers-droite, société civile et apparentés | Sébastien Dubourg       |       | LR    |
| Les Républicains, divers-droite, société civile et apparentés | Sylvain Durin           |       | LR    |
| Les Républicains, divers-droite, société civile et apparentés | Michel Fanget           |       | MoDem |
| Les Républicains, divers-droite, société civile et apparentés | Myriam Fougère          |       | LR    |
| Les Républicains, divers-droite, société civile et apparentés | Caroline Guélon         |       | DVD   |
| Les Républicains, divers-droite, société civile et apparentés | Brice Hortefeux         |       | LR    |
| Les démocrates                                                | Louis Giscard d'Estaing |       | UDI   |
| Socialistes, écologistes et démocrates                        | Anna Aubois             |       | PS    |
| Les écologistes                                               | Fatima Parret           |       | EELV  |
| Les écologistes                                               | Grégoire Verrière       |       | G.s   |
| Insoumis et Communistes                                       | Boris Bouchet           |       | PCF   |
| Parti radical de gauche                                       | Roger-Jean Meallet      |       | PRG   |
| Rassemblement national                                        | Brice Bernard           |       | RN    |

### Élus membres de l'exécutif
- Florence Dubessy (DVD), 5e vice-présidente déléguée à l'éducation et aux lycées.
- Frédéric Bonnichon (LR), 12e vice-président délégué à l'environnement et à l'écologie positive[2].

## Mandature 2015-2021
Le Puy-de-Dôme compte 18 conseillers régionaux au niveau du département sur les 204 élus du conseil régional d'Auvergne-Rhône-Alpes.
| Groupe politique                                      | Nom                     | Parti | Parti            |
| ----------------------------------------------------- | ----------------------- | ----- | ---------------- |
| Les Républicains, divers droite et société civile     | Brice Hortefeux         |       | Les Républicains |
| Les Républicains, divers droite et société civile     | Marie-Thérèse Sikora    |       | Les Républicains |
| Les Républicains, divers droite et société civile     | Myriam Fougère          |       | Les Républicains |
| Les Républicains, divers droite et société civile     | Frédéric Bonnichon      |       | Les Républicains |
| Les Républicains, divers droite et société civile     | Florence Dubessy        |       | Les Républicains |
| Les Républicains, divers droite et société civile     | Jean-Pierre Brenas      |       | Les Républicains |
| Les Républicains, divers droite et société civile     | Caroline Bevillard      |       | DVD              |
| Union des démocrates et indépendants                  | Louis Giscard d'Estaing |       | UDI              |
| Centre et indépendants                                | Laurence Vichnievsky    |       | MoDem            |
| Centre et indépendants                                | Michel Fanget           |       | MoDem            |
| Socialistes, démocrates, écologistes et apparentés    | Alain Bussière          |       | PS               |
| Socialistes, démocrates, écologistes et apparentés    | Anna Aubois             |       | DVG              |
| Rassemblement des citoyens, écologistes et solidaires | Fatima Bezli            |       | EELV             |
| L'humain d'abord, PCF - Front de gauche               | Catherine Fromage       |       | PCF              |
| L'humain d'abord, PCF - Front de gauche               | Boris Bouchet           |       | PCF              |
| Parti radical de gauche                               | Roger Meallet           |       | PRG              |
| Rassemblement national                                | Stanislas Chavelet      |       | RN               |
| Rassemblement national                                | Éric Faurot             |       | RN               |

### Élu membre de l'exécutif
- Brice Hortefeux (LR), 2e vice-président au développement des territoires et à la solidarité avec l'Auvergne. Il démissionne de son poste de vice-président en juin 2019[3].

## Mandature 2010-2015
Le Puy-de-Dôme compte 23 conseillers régionaux sur les 47 élus qui composent l'assemblée du conseil régional d'Auvergne, issue des élections des 14 et 21 mars 2010.

### Répartition par groupe politique
| Groupe politique                  | Nom                  |  | Parti |
| --------------------------------- | -------------------- |  | ----- |
| Groupe Socialiste et Républicain  | Anna Aubois          |  | PS    |
| Groupe Socialiste et Républicain  | Hamid Berkani        |  | PS    |
| Groupe Socialiste et Républicain  | Alain Bussière       |  | PS    |
| Groupe Socialiste et Républicain  | Olivier Harkati      |  | PS    |
| Groupe Socialiste et Républicain  | Jean-Marc Miguet     |  | MRC   |
| Groupe Socialiste et Républicain  | Martine Munoz        |  | PS    |
| Groupe Socialiste et Républicain  | René Souchon         |  | PS    |
| Groupe Socialiste et Républicain  | Karine Vacant        |  | PS    |
| Groupe Socialiste et Républicain  | Emilie Vallée        |  | DVG   |
| Groupe Front de Gauche            | Maïté Ballais        |  | GU    |
| Groupe Front de Gauche            | André Chassaigne     |  | PCF   |
| Groupe Front de Gauche            | Zubeyda Coskun       |  | PG    |
| Groupe Front de Gauche            | Eric Dubourgnoux     |  | PCF   |
| Groupe Front de Gauche            | Yvette Mercier       |  | PCF   |
| Groupe Europe Ecologie Les Verts  | Fatima Bezli         |  | EÉ    |
| Groupe Europe Ecologie Les Verts  | Christian Bouchardy  |  | EÉ    |
| Groupe Europe Ecologie Les Verts  | Agnès Mollon         |  | EÉ    |
| Groupe de l'Union pour l'Auvergne | Frédéric Bonnichon   |  | UMP   |
| Groupe de l'Union pour l'Auvergne | Jean-Pierre Brenas   |  | UMP   |
| Groupe de l'Union pour l'Auvergne | Brice Hortefeux      |  | UMP   |
| Groupe de l'Union pour l'Auvergne | Claudine Lafaye      |  | NC    |
| Groupe de l'Union pour l'Auvergne | Alain Mercier        |  | UMP   |
| Groupe de l'Union pour l'Auvergne | Marie-Thérèse Sikora |  | UMP   |

### Élus membres de l'exécutif
- René Souchon, président

- Alain Bussière, 1er vice-président chargé de l’Enseignement Supérieur, de la Recherche et de l’Innovation

- Anna Aubois, 4e vice-présidente chargée de la Jeunesse, du Sport et de la Vie Associative

- Christian Bouchardy, 5e vice-président chargé de l'Environnement

- Hamid Berkani, 13e vice-président chargé du Développement Économique et de l’Emploi

- Yvette Mercier, 14e vice-présidente chargée des Coopérations Interrégionales et Décentralisées